# Singrauli

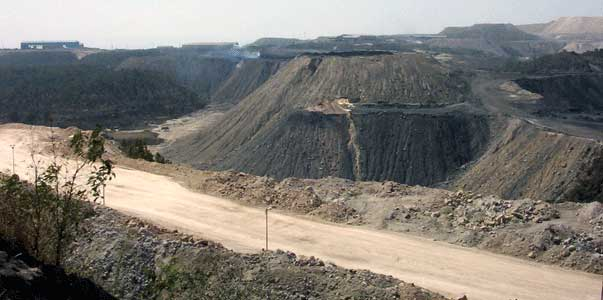
Kolbrytning nära Singrauli, en viktig industri i området.

Singrauli är en stad i delstaten Madhya Pradesh i Indien. Den är administrativ huvudort för ett distrikt med samma namn, och folkmängden uppgick till 220 257 invånare vid folkräkningen 2011.